# Coupe de Tunisie masculine de handball 2014-2015
Navigation
Coupe de Tunisie 2013-2014 Coupe de Tunisie 2015-2016
La coupe de Tunisie 2014-2015 est la 59e édition de la coupe de Tunisie masculine de handball, compétition à élimination directe mettant aux prises des clubs de handball amateurs et professionnels affiliés à la Fédération tunisienne de handball.
Le tenant du titre est l'Étoile sportive du Sahel.

## Huitièmes de finale
| Date          | Équipe à domicile                            | Équipe à l'extérieur            | Score   |
| ------------- | -------------------------------------------- | ------------------------------- | ------- |
| 18 avril 2015 | Union sportive témimienne                    | Sporting Club de Moknine        | 18-20   |
| 18 avril 2015 | Association sportive de handball de l'Ariana | El Baath sportif de Béni Khiar  | 33-18   |
| 18 avril 2015 | Club africain                                | El Makarem de Mahdia            | 28-24   |
| 18 avril 2015 | Jeunesse sportive kairouanaise               | Club de handball de Sidi Bouzid | 29-27   |
| 18 avril 2015 | Association sportive d'Hammamet              | Club de handball de Jemmal      | 38-26   |
| 18 avril 2015 | Club sportif de Sakiet Ezzit                 | Aigle sportif de Téboulba       | 19-22   |
| 1er mars 2014 | Étoile sportive de Radès                     | Espérance sportive de Tunis     | 21-39   |
| -             | Étoile sportive du Sahel                     | Sporting Club de Ben Arous      | Forfait |

## Quarts de finale
| Date       | Équipe à domicile                            | Équipe à l'extérieur           | Score |
| ---------- | -------------------------------------------- | ------------------------------ | ----- |
| 9 mai 2015 | Association sportive de handball de l'Ariana | Jeunesse sportive kairouanaise | 32-28 |
| 8 mai 2015 | Club africain                                | Espérance sportive de Tunis    | 21-20 |
| 9 mai 2015 | Association sportive d'Hammamet              | Étoile sportive du Sahel       | 27-31 |
| 9 mai 2015 | Aigle sportif de Téboulba                    | Sporting Club de Moknine       | 21-22 |

## Demi-finale
| Date        | Équipe à domicile                            | Équipe à l'extérieur     | Score |
| ----------- | -------------------------------------------- | ------------------------ | ----- |
| 2 juin 2015 | Association sportive de handball de l'Ariana | Étoile sportive du Sahel | 24-23 |
| 2 juin 2015 | Sporting Club de Moknine                     | Club africain            | 24-25 |

## Finale
| Date        | Équipe à domicile | Équipe à l'extérieur                         | Score |
| ----------- | ----------------- | -------------------------------------------- | ----- |
| 6 juin 2015 | Club africain     | Association sportive de handball de l'Ariana | 27-19 |